# Monika Šmitalová
Monika Šmitalová (ur. 31 marca 1990 roku) – słowacka siatkarka grająca na pozycji środkowej, była młodzieżowa reprezentantka kraju. Od sezonu 2016/2017 występuje w szwajcarskiej drużynie Sm’Aesch Pfeffingen.
Jej chłopakiem jest siatkarz Matej Pátak.

## Sukcesy klubowe
Mistrzostwo Słowacji:
- 2012
- 2011
- 2010, 2014

Puchar Słowacji:
- 2011

MEVZA:
- 2011

## Sukcesy reprezentacyjne
Liga Europejska:
- 2016

## Nagrody indywidualne
- 2014 - Najlepsza punktująca Pucharu Słowacji